# Stuart McCaffrey
Stuart McCaffrey, škotski nogometaš, * 30. maj 1979, Glasgow, Škotska.